# We Can't Stop
Singles de Miley Cyrus
Ashtrays and Heartbreaks
(2013) Fall Down
(2013)
We Can't Stop est une chanson de la chanteuse-compositrice-interprète américaine Miley Cyrus, tirée de son quatrième album studio Bangerz. La sortie du single s'est effectuée sous un nouveau label RCA Records après avoir quitté Hollywood Records le 3 juin 2013, comme le premier single de son nouvel album. La chanson a été écrite par Mike Will Made It, Pierre Ramon Slaughter, Timothy Thomas, Theron Thomas, Douglas Davis et Ricky Walters, tandis que la production a été assurée par Mike Will Made It. We Can't Stop est une chanson pop, R & B, et les paroles traitent d'une soirée entre amis à la maison.
Lors de sa sortie, We Can't Stop a reçu des critiques mitigées, notamment par rapport aux paroles et d'autre part la production qui ont su recevoir tant d'éloges que de mauvaises critiques. La chanson a atteint la deuxième place du Billboard Hot 100, devenant le septième Top 10 de la chanteuse aux États-Unis.
Un clip vidéo accompagnant le single est sorti le 19 juin 2013, et a reçu des critiques mitigées en réponse à l'image de plus en plus provocatrice de Cyrus. Au Royaume-Uni, le clip fut censuré notamment pour cause d'« incitation à l'acte sexuel ». En France, le clip est interdit de diffusion avant 22h sur certaines chaînes, comme "Wrecking Ball", et est diffusé avec la signalétique déconseillé aux moins de 10 ans ou 12 ans ou sans signalétique.

## Développement
La chanson est écrite avec Rihanna comme interprète à l'esprit. La chanson est écrite et composée par Miley Cyrus, Michael Williams et le duo Rock City composé de Timothy Thomas et Theron Thomas. Cyrus annonce la sortie de la chanson lors des Billboard Music Awards 2013 en mai 2013. Elle décrit la chanson comme plus funky avec un mélange de R&B et de pop par rapport à ses précédentes chansons. La pochette du single est révélée le 28 mai 2013 à Times Square. La chanson est diffusée pour la première fois dans l'émission radio On Air with Ryan Seacrest de Ryan Seacrest début juin 2013. Le 4 juillet 2013, le rappeur Khia ajoute indépendamment un couplet à la chanson. Miley Cyrus approuve l'ajout par un message sur le réseau social Twitter

## Promotion
Le 19 juin 2013, le vidéoclip de We Can't Stop sort sur YouTube et les vues augmentent très rapidement. La vidéo a battu le record Vevo pour le plus grand nombre de vues en 24 heures, récoltant 10,7 millions de vues, devançant Justin Bieber et sa chanson Beauty and a Beat qui avait récolté 10,6 millions de vues, ce record a été battu par elle-même grâce à son titre Wrecking Ball avec 19,3 millions de vues. 
Le 28 octobre 2014, We Can't Stop a atteint 464 millions de vues sur YouTube.

## Classements
| Classement (2013)                       | Meilleure position |
| --------------------------------------- | ------------------ |
| Allemagne (Media Control AG)            | 16                 |
| Australie (ARIA)                        | 4                  |
| Autriche (Ö3 Austria Top 40)            | 8                  |
| Belgique (Flandre Ultratop 50 Singles)  | 20                 |
| Belgique (Wallonie Ultratop 50 Singles) | 11                 |
| Canada (Hot 100)                        | 3                  |
| Danemark (Tracklisten)                  | 11                 |
| Espagne (PROMUSICAE)                    | 5                  |
| États-Unis (Hot 100)                    | 2                  |
| États-Unis (Pop Airplay)                | 16                 |
| Finlande (Suomen virallinen lista)      | 15                 |
| France (SNEP)                           | 26                 |
| Irlande (IRMA)                          | 7                  |
| Japon (Hot 100)                         | 86                 |
| Liban (Lebanese Top 20)                 | 10                 |
| Nouvelle-Zélande (RMNZ)                 | 1                  |
| Norvège (VG-lista)                      | 3                  |
| Pays-Bas (Nederlandse Top 40)           | 49                 |
| Pays-Bas (Single Top 100)               | 4                  |
| Portugal                                | 25                 |
| Tchéquie (IFPI Rádio)                   | 9                  |
| Royaume-Uni (Singles Chart)             | 1                  |
| Slovaquie (IFPI Rádio)                  | 19                 |
| Suède (Sverigetopplistan)               | 5                  |
| Suisse (Schweizer Hitparade)            | 19                 |

### Certifications
| Pays             | Organisme | Certification | Vente     |
| ---------------- | --------- | ------------- | --------- |
| Australie        | ARIA      | 3 × Platine   | 210 000   |
| Danemark         | IFPI      | Platine       | 30 000    |
| États-Unis       | IFPI      | 2 × Platine   | 2 694 000 |
| Nouvelle-Zélande | RIANZ     | Platine       | 15 000    |
| Royaume-Uni      | BPI       | Argent        | 200 000   |
| Suède            | GLF       | Platine       | 40 000    |